# Turangga
Turangga is een bestuurslaag in het regentschap Kota Bandung van de provincie West-Java, Indonesië. Turangga telt 14.134 inwoners (volkstelling 2010).